# Viksjö sågverk, Järfälla kommun

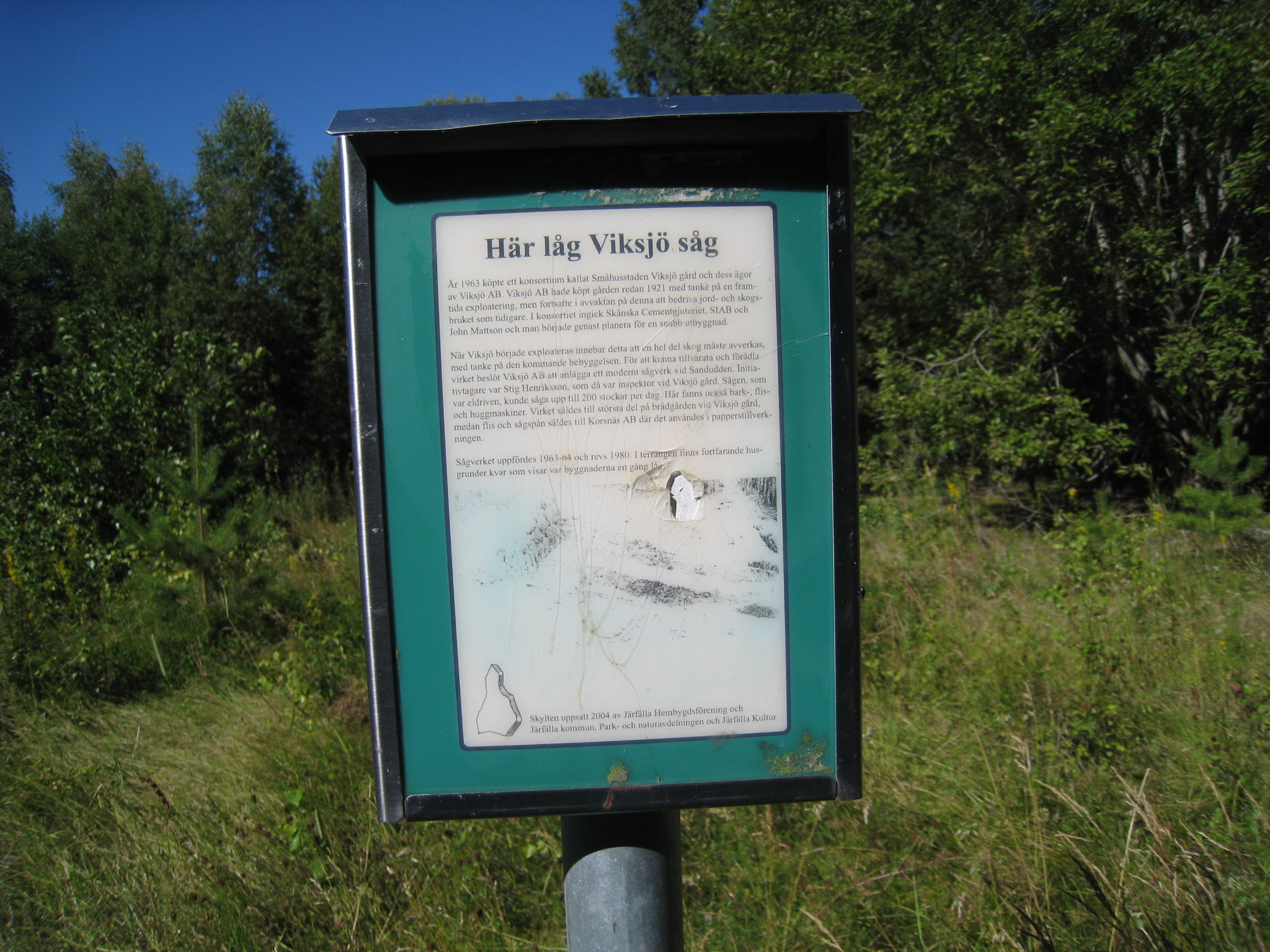
Skylt som visar var Viksjö såg låg. Skylten uppsatt 2004 av Järfälla hembygdsförening och Järfälla kommun, park- och naturavdelningen samt Järfälla Kultur.

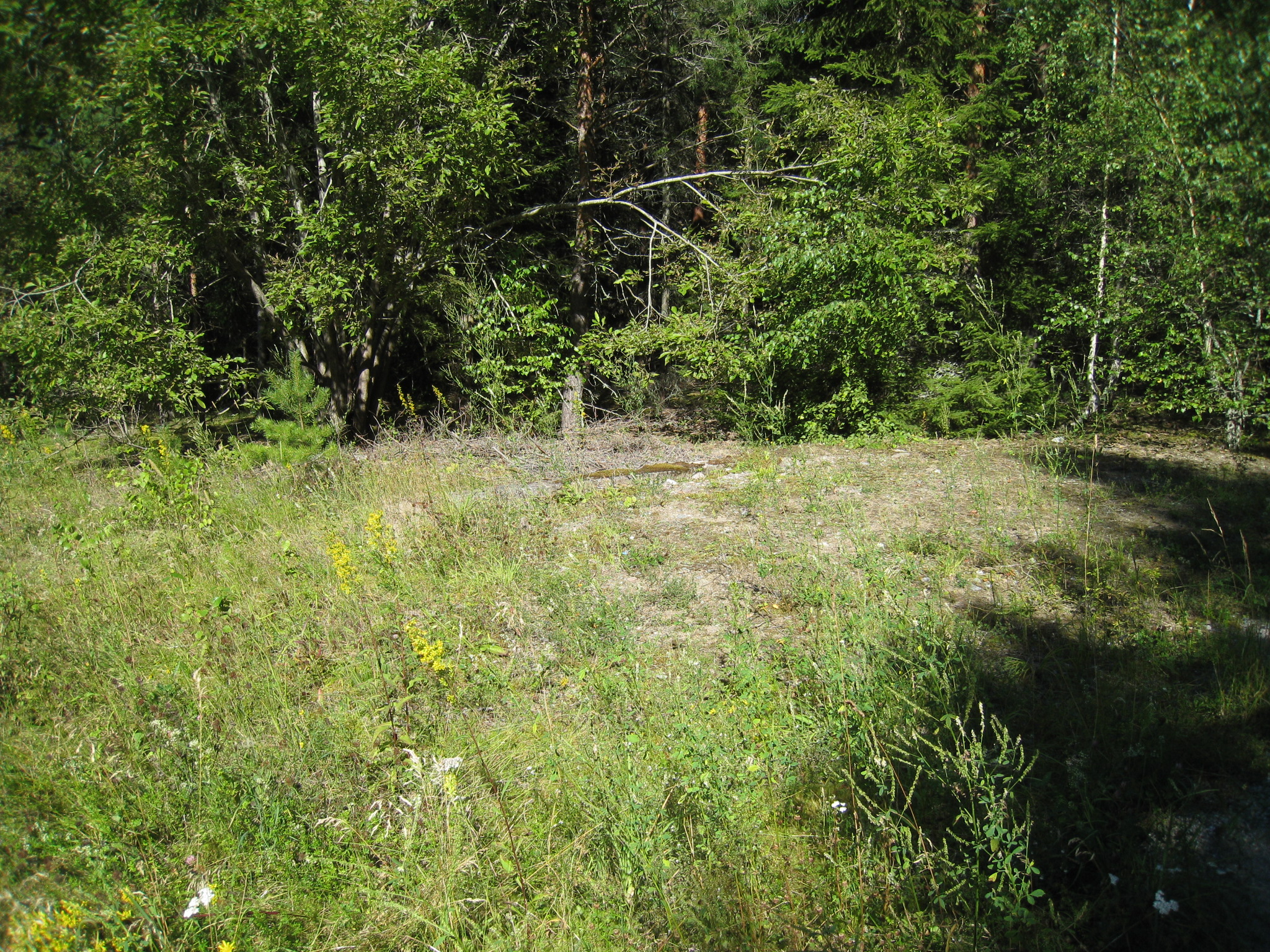
"Här låg Viksjö såg" 1963-1980. I terrängen finns fortfarande husgrunder kvar som visar var byggnaderna låg.

Viksjö sågverk var ett sågverk som låg vid Sandudden i Viksjö i Järfälla kommun. Sågverket uppfördes 1963–1964, drevs fram till 1979 och revs 1980. Det var i samband med Viksjös utbyggnad som man anlade sågen vid Sandudden. Det finns fortfarande husgrunder kvar i terrängen och som visar var byggnaderna en gång låg. På "Topografisk karta över Sverige", fältkarta 10 I Stockholm NV från Rikets allmänna kartverk 1966 finns Viksjö sågverk utsatt. Sedan 1995 ingår området där Viksjö såg låg i Görvälns naturreservat.
Vid Sandudden sågades och hyvlades trävaror. Sågen var eldriven och kunde såga upp till 200 stockar per dag. Här fanns också barkmaskiner, flismaskiner och huggmaskiner.

## Virkesupplag
Det sågade virket av plankor och brädor lades upp för att lufttorka i ett större område norr om sågverket vid Sandudden.

## Viksjö brädgård
Försäljning och brädgårdsverksamhet med virke, som kom från Viksjö såg vid Sandudden bedrevs i en lada, som tillhörde Viksjö gård. Ladan låg mellan Viksjöleden och Skiftesvägen, i korsningen Viksjöleden-Hemmansvägen och ladan var försäljningsställe för sågade trävaror och övrigt byggnadsmaterial. Till största delen såldes virket på brädgården vid Viksjö gård, medan flis och sågspån såldes till Korsnäs AB, där det användes i papperstillverkningen.

## Bakgrund

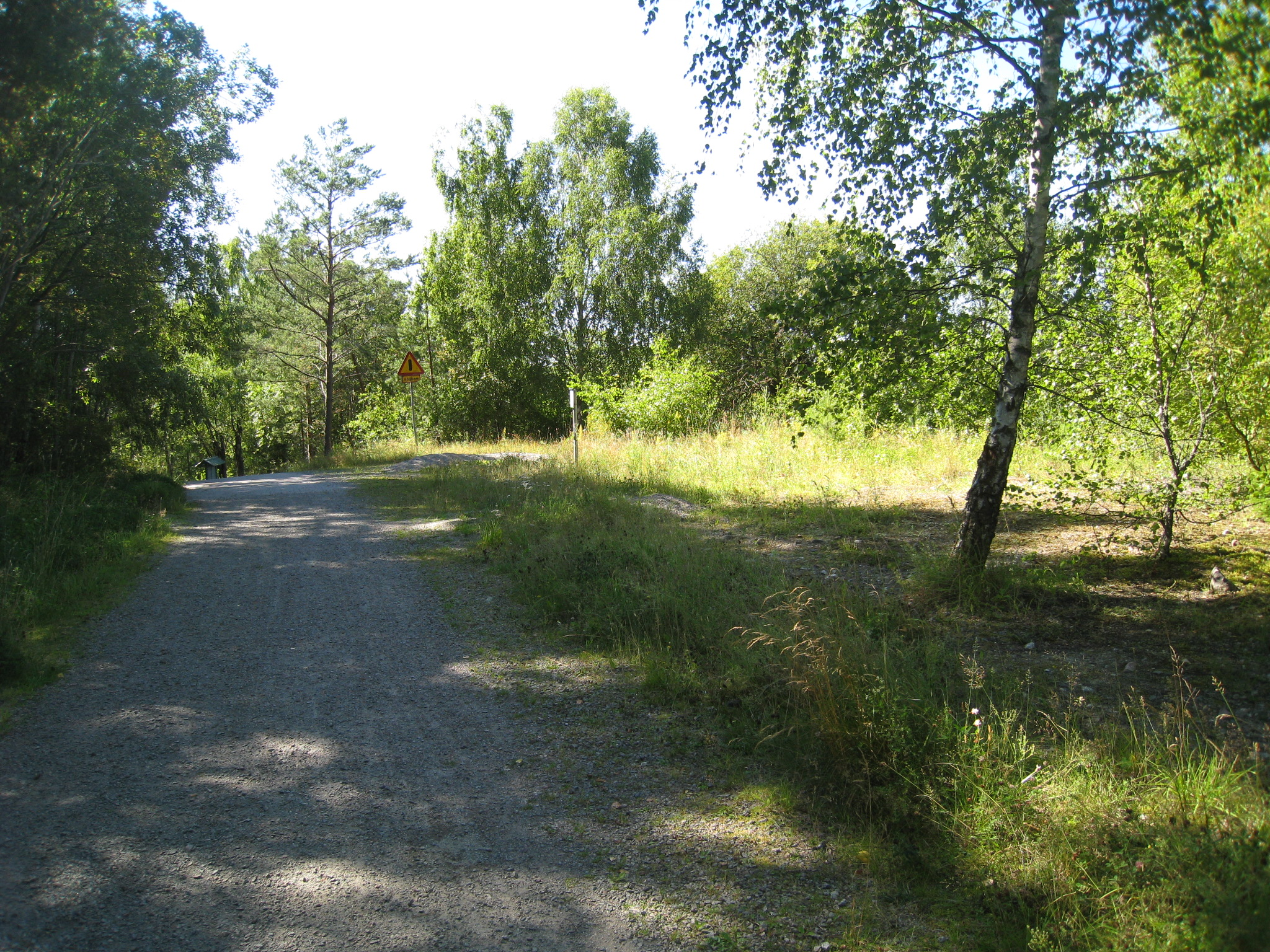
Vägen ner till Sanduddens båthamn där Viksjö såg låg till höger på bilden.

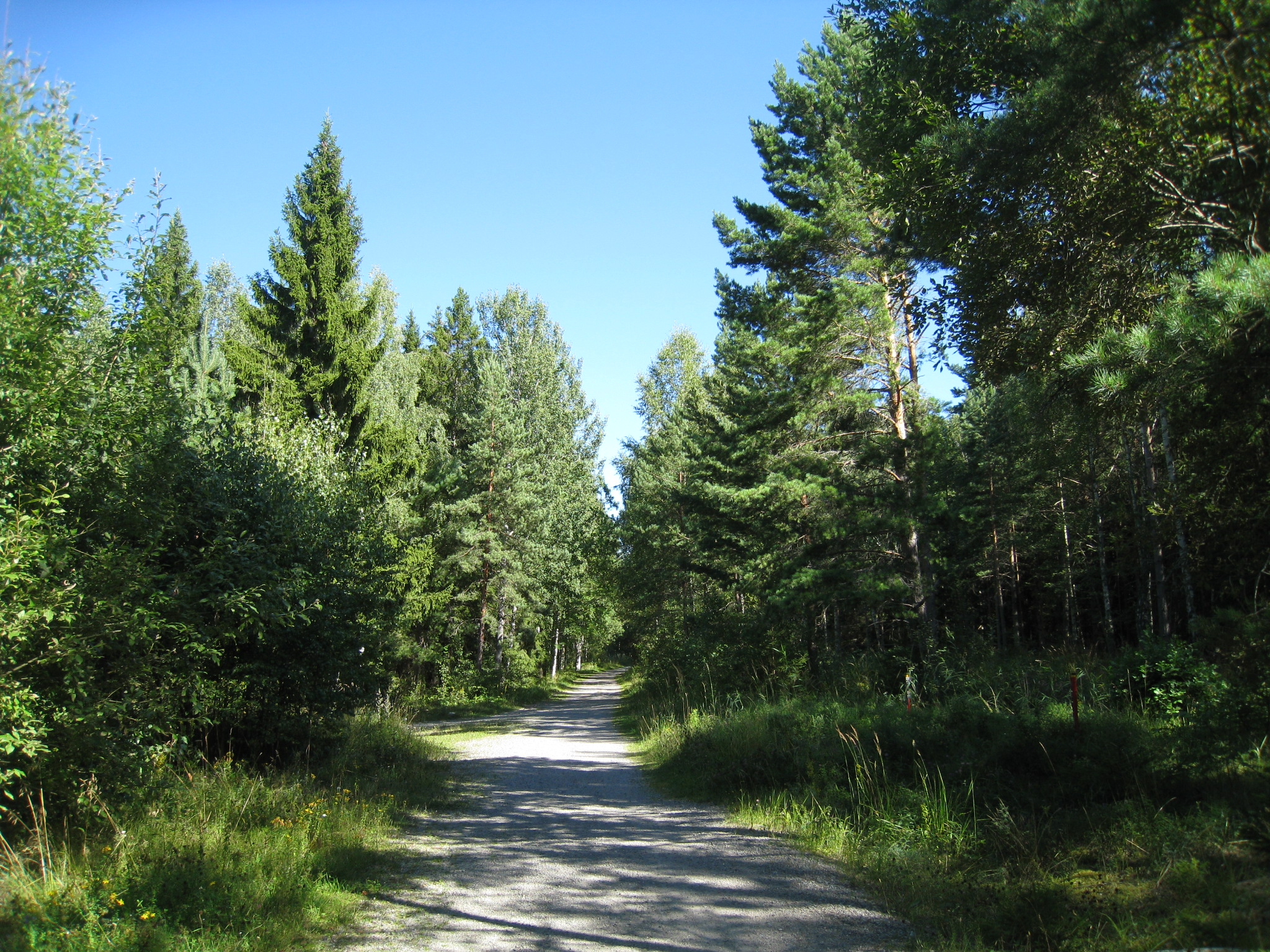
Vägen från Sanduddens båthamn, där Viksjö såg låg. Viksjö skog ingår i Görvälns naturreservat.

Redan 1921 planerade man att exploatera Viksjö, men man satte inte igång planerna, eftersom det var för långt avstånd till järnvägen. Utbyggnaden kom igång först när bilen blivit ett mer allmänt kommunikationsmedel. Fram till 1963 fortsatte man att bedriva jordbruk och då bildades ett konsortium för utbyggnaden Viksjö. 
År 1963 köpte ett konsortium kallat Småhusstaden Fastighets AB Versus Kommanditbolag Viksjö gård och dess ägor av Viksjö AB för att exploatera Viksjö.  Det var ett bolag som var bildat av Skånska Cement AB, Svenska Industribyggen AB (Siab) och John Mattson Byggnads AB, JM AB. Siab byggde ett stort antal bostäder som en del av miljonprogrammet på 1960- och 1970-talet.
Redan 1921 hade Viksjö AB köpt gården med tanke på en framtida exploatering. I avvaktan på exploatering fortsatte Viksjö AB att bedriva jordbruket och skogsbruket som tidigare. I konsortiet ingick Skånska Cementgjuteriet, SIAB (även Siab) och John Mattson och man började genast planera för en snabb utbyggnad.
På 1960-talet när Viksjö började exploateras måste med tanke på den kommande bebyggelsen en hel del skog avverkas. Eftersom större delen av Viksjö bestod av skog behövdes det möjlighet att ta tillvara virket. För att kunna tillvarata och förädla virket beslöt Viksjö AB att anlägga ett modernt sågverk vid Sandudden. Initiativtagare till Viksjö sågverk var Stig Henriksson, som då var inspektor vid Viksjö gård. Jordbruket på Viksjö drevs under ledning av Henriksson, det upphörde definitivt 1974. På initiativ av denne Stig Henriksson på Viksjö startades ett travhäststuteri för hästavel på Fjällens gård i Viksjö. Verksamheten vid stuteriet drevs åren 1956–1966 och sköttes av fyra personer med en stuteriförman i spetsen. Fram till 1966 var Henriksson även ansvarig för driften av jordbruket på Säby gård. Utbyggnaden av Viksjö pågick mellan 1963 och 1984. Man hade då byggt ungefär 5.500 lägenheter fördelat på 70% småhus och 30% lägenheter.

## Historik

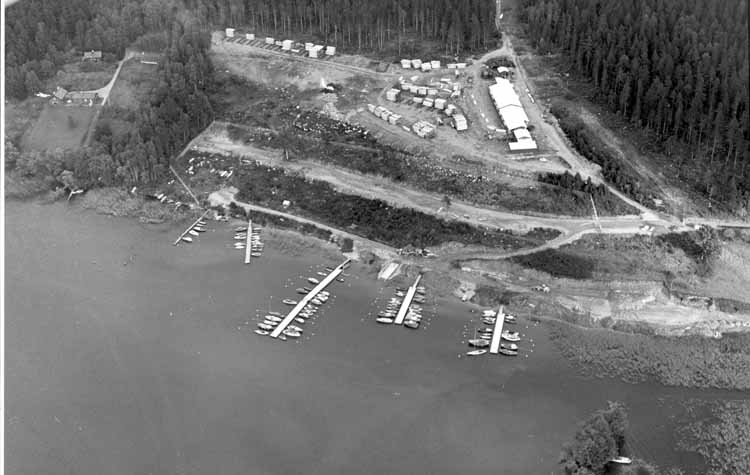
Flygfoto från 1967 över från vänster Baset, Viksjö såg och Viksjö båthamn.

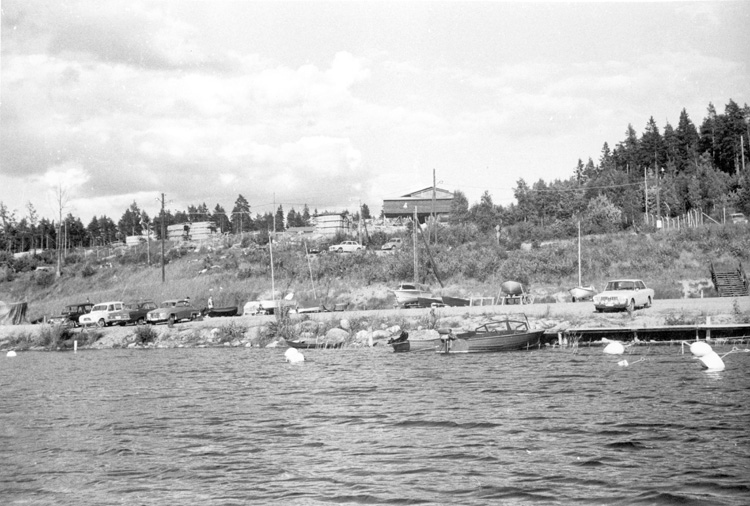
Viksjö såg vid Sandudden 1968. I förgrunden syns Jakobsbergs båtsällskaps båthamn.

Skogen i hela området mellan Sandudden och Råstens torp avbrändes omkring 1860–1870 av en väldig skogsbrand. Viksjö gårds ägare under 1800-talets sista decennier hette J.G. Törnblom. Patron Törnblom beslöt att plantera ny skog där. Hur man skulle gå till väga för att plantera ny skog visade ett par män från en skogsskola. Gårdens anställda gick i långa rader och hackade upp gropar. Några äldre pojkar, som fått ledigt från skolan för att hjälpa till, följde efter och stoppade i frön och trampade till. Innan allt var färdigt tog det flera dagar. År 1900 sålde Törnblom Viksjö och nya ägare tog vid och från 1921 ägdes gården av aktiebolaget Viksjö AB.
Viksjös skogar var intressanta och var en av anledningarna till att Fastighets AB Hufvudstaden och Viksjö AB köpte området 1921. Stockholm behövde nämligen ved i stora mängder för uppvärmning. Hufvudstaden köpte därför år 1921 egendomen Viksjö i Jakobsberg till Lennart Palme, som då avgått som direktör. Viksjö bedrev jordbruk i området. I närheten av Hummelmora äng staplade man upp veden. Från bryggor nere vid sjön Mälaren forslades veden sedan in till Stockholm. Under andra världskrigets dagar var det en viktig verksamhet.
Skogsavverkningar har förekommit på Viksjö, Veddesta och Jakobsberg under 1900-talet. Betydande slutavverkningar har förekommit vid Görväln 1930–1955 samt vid Viksjö 1870–1910. Beräkningar har visat att skogen i Viksjö och Sandvik var mycket hårt åtgången när AB Hufvudstaden köpte egendomarna 1921 respektive 1935. Men skogen sköttes omsorgsfullt och växte till så att virkesförrådet ökade från 50 m3sk/ha vid köpet 1921 till 130 m3sk/ha vid försäljningen 1963 (m3sk/ha = sammanlagda massan virke med bark per hektar uttryckt i kubikmeter). Även Görväln var känt för att ha gott om gammal, sparad skog. Men 1950–1955 företogs ganska stora avverkningar i samband med arvskifte. Nu växer vackra ungskogar där slutavverkningarna gick fram.
Som ovan nämnts drevs jordbruket på Viksjö av en inspektor, som sedan 1955 var Stig Henriksson. Jordbruket på Viksjö upphörde definitivt 1974. Cirka 50 hektar av den odlingsbara marken brukades 1984 till Görväln och ingår i kommunens drift där. Vid Viksjö AB:s försäljning av Viksjö till Småhusstaden Fastighets AB Versus Kommanditbolag undantogs först Sandudden. Senare upphävdes detta genom ett tilläggsavtal, varigenom köparens tillträde skulle ske först 1973. Sandudden övergick emellertid genom särskild överenskommelse till Järfälla kommun redan 1966.